# Histoire de Hambourg aux Temps modernes
Cet article traite de l’histoire de la ville de Hambourg durant l’époque moderne.

## Population hambourgeoise et expansion de la ville

### LeXVIesiècle
Au milieu du XVIe siècle, Hambourg est une ville de taille moyenne et compte environ 14 000 habitants. La zone urbaine est de 100 hectares et n’a presque pas été modifiée depuis trois siècles. Les fortifications de la ville sont renforcées à cause des dangers présents dans la région et grâce à des techniques de défense améliorées : murs, fossés, et portes sont renforcés avec l’aide financière et corporelle de la population de la ville.
La hiérarchie sociale de Hambourg est très contrastée. Une amélioration de la situation n’apparaît que progressivement au début du XVIe siècle. La couche des pauvres et nécessiteux (mendiants, chevaliers, servants, journaliers, manœuvriers, compagnons, etc.) augmente jusqu’à englober un quart de la population vers 1530. 
Les maîtres, commerçants, bateliers et brasseurs indépendants appartiennent à la couche moyenne de la population. Certains des brasseurs et bateliers font partie de la couche supérieure, au même titre que des négociants, marchands. À Hambourg dominent surtout les grands commerçants et armateurs qui traitent avec des pays très éloignés. Ils jouent un rôle politique considérable, avant tout au sein du conseil municipal, composé de 24 membres, dont quatre maires. Ces négociants pratiquent l’homogamie et forment une sorte d’oligarchie. 
L'enseignement supérieur se développe avec la fondation de l'école d'érudition Saint-Jean en 1529 puis du « Lycée Académique » (Akademische Gymnasium) en 1613 ; cependant, l’université de Hambourg ne sera créée qu'au XXe siècle.

### LeXVIIesiècle

#### Les problèmes sociaux
Malgré les épidémies virulentes répétées, Hambourg compte vers 1600 environ 40 000 habitants et fait partie des grandes villes du Nord de l’Empire. La ville doit son expansion surtout aux immigrants hollandais, puis aux Juifs portugais qui représentent un quart de la population. Tous les habitants de Hambourg, immigrés ou pas, ont droit à une caisse prévue pour les pauvres, les malades et compatriote voyageant. Des institutions d’aide sont mises en place au XVIIe siècle : l’orphelinat en 1604, un hôpital général en 1606, une auberge pour pauvres voyageurs, un pénitentiaire pour les vagabonds en 1616.

#### L’enceinte
Les murailles du XVIe siècle sont toujours entretenues, mais montrent leurs limites au XVIIe siècle. C’est pourquoi Hambourg décide d’en construire de nouvelles pour mieux se défendre. Elle bâtit une enceinte presque ronde avec 22 bastions, d’un rayon de 1 150 mètres et de 10 mètres de haut. Hambourg utilise les techniques de poliorcétique les plus innovantes pour l’époque : de grands bastions éloignés par la même distance, avec des angles presque droits, au pied du mur se trouve un fossé qui permet aux arbalétriers de tirer sur l’ennemi proche. Les contre-escarpes permettent de retenir l’ennemi. Cette enceinte coûte à la ville le quart de ses dépenses.

#### La hausse de la population

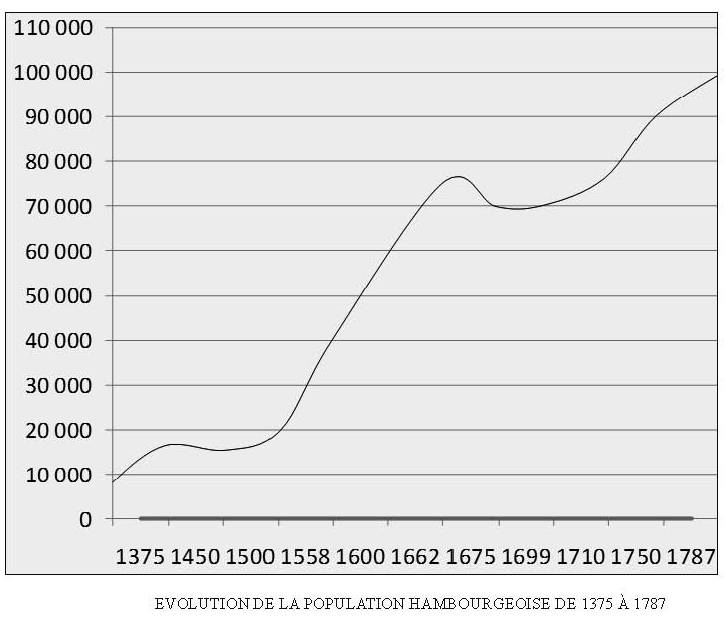
évolution de la population de Hambourg entre 1375 et 1787

La ville est agrandie grâce à cette enceinte plus large. Hambourg construit des bâtiments d’intérêt collectif, comme un pénitencier, une filature où travaillent voleurs et filles faciles, un moulin, une goudronnerie, un grenier, une bibliothèque municipale et en 1673 installe un éclairage de la ville avec des lampes à huile, après avoir mis en place une évacuation des eaux usées. Les églises suivent l’expansion du nombre de maisons qui ne cesse d’augmenter au XVIIe siècle, période où la population hambourgeoise double, passant de 40 000 en 1600 à 75 000 en 1662, dépassant ainsi largement Cologne, dont la population stagne à 40 000 habitants. Hambourg devient donc la ville la plus peuplée de l’Empire.
Néanmoins, à cette date, la population stagne, voire recule à 70 000 habitants à cause de la peste et des risques de guerre. Du XIIIe siècle au XIXe siècle, la population de Hambourg augmente surtout grâce à l’immigration hollandaise. Les immigrés juifs portugais (sépharades) ou allemands (ashkénazes) jouent un rôle de plus en plus important. Les huguenots français vont aussi à Hambourg à la fin du XVIIe siècle, sans pour autant jouer un rôle majeur. La ville attire huguenots et Juifs, car elle est officiellement réformée, en partie ouverte aux autres religions, et profondément marchande.

### La population auXVIIIesiècle
Vers 1710, la ville compte environ 75 000 habitants, avant de passer à 90 000 en 1750. C’est en 1787 que la ville dépasse pour la première fois 100 000 habitants. Avec son expansion, la stratification sociale s’accentue. Les tensions sont fortes au XVIIIe siècle et se traduisent par de nombreuses révoltes de compagnons. La pauvreté devient un problème de plus en plus grave au XVIIIe siècle. La ville tente une réforme en 1725 : les pauvres doivent travailler dans une filature de chaussettes, mais cet essai échoue. Après la guerre de Sept Ans, en 1778, est créé une caisse d’allocation générale, qui est la première caisse mutuelle de l’Allemagne. Elle doit servir à protéger les plus démunis. Il y a une grande réforme sur les pauvres en 1788 qui prévoit de fournir un soutien aux pauvres incapables de travailler et de faire travailler ceux qui le peuvent, ainsi que de donner une formation aux enfants pauvres. En dix ans, le chiffre des pauvres de la ville est divisé par deux et les mendicité disparaît.

## Culture et religion

### Le changement religieux auXVIesiècle
Les idées religieuses de Martin Luther se répandent jusqu’à former la majorité de la ville. En 1528 est décidé au conseil, devenu réformé, que la confession officielle serait désormais le luthéranisme. En février 1529 paraît un recès (ordonnance émanant de la Ligue hanséatique) définissant, par 132 articles, les droits politiques de Hambourg. À côté de nombre d’articles à propos des activités économiques, ou encore de l’approvisionnement de Hambourg, le recès précise l’actualisation des codes juridiques : droit de la ville, recès, juridictions inférieures etc. Par ce recès, la ville est reconnue comme étant officiellement de religion réformée.
Pendant toute la période moderne, le fait d’appartenir à une autre religion que celle de la ville apporte des inconvénients sociaux. Par exemple, sont exclus des assemblées les non-luthériens, mais aussi ceux qui sont au service de puissances étrangères. À Hambourg, l’exécution des devoirs religieux est l’objet de surveillances. La religion réformée, comme à Genève, est loin d’être synonyme de liberté, bien au contraire.

### La culture et l’art

#### La presse
C’est au XVIIe siècle que se forme la presse à Hambourg. Des journaux apparaissent alors et reportent objectivement les informations sur ses événements sensationnels, les curiosités, les catastrophes naturelles, les guerres etc. Le premier journal hebdomadaire de Hambourg date de 1618 et perdure jusqu’en 1678. Pendant la seconde moitié du siècle, les journaux se font de plus en plus nombreux.

#### Théâtre et opéra
La musique, le théâtre et la peinture font de Hambourg un point central de la culture baroque. La musique et l’opéra sont présents à de nombreuses occasions. C’est en 1678 que le premier opéra permanent ouvre ses portes. Il est le premier opéra allemand à ne pas être d’origine princière, mais bourgeoise. Les organistes et fabricants d’orgues de Hambourg sont très célèbres et font de la ville un centre de l’école d’orgue de l’Allemagne du Nord. Le plus connu d’entre eux est Arp Schnitger.
Au XVIIIe siècle, seules deux grandes villes de l’Empire disposent de salles de théâtre permanentes : Vienne et Hambourg avec le premier et principal opéra municipal de tous les pays de langue allemande am Gänsemarkt, fondé en 1678, qui possède une salle de 2000 places ; ce théâtre est détruit pour être remplacé par le Deutsche Nationaltheater, fondé par le philosophe allemand Lessing[Qui ?] et achevé en 1767, même si ce théâtre national allemand ne dure que deux ans et finit sur un échec.

#### La peinture
L’amour que portent les Hambourgeois à l’art hollandais fait venir de nombreux artistes des Pays-Bas pour travailler au bord de l’Elbe, comme par exemple Antoine Waterloo. Les natures mortes sont les plus populaires, bien devant les portraits. Les tableaux religieux, mythologiques, de paysages ou d’intérieurs sont presque absents.

### Les Lumières
À Hambourg, les Lumières prennent tout d’abord une forme littéraire et scientifique, puis littéraire et journalistique, avant d’entrainer des réformes d’intérêt général. Le développement de l’Aufklärung de Hambourg est intimement lié à un processus de changement : la formation d’un espace public et l’apparition du temps libre, des loisirs. Ceux-ci se développent grâce à l’introduction des lampes dans la ville, permettant ainsi aux habitants de ne pas être contraints par les horaires naturels du lever et du coucher de soleil.
Des personnes privées se réunissent dans des lieux clos et forment une opinion hostile et critique face au pouvoir. C’est en 1677 qu’est créé le premier café allemand. En 1740, il y en a déjà onze et quinze en 1780. Ceux-ci forment les lieux privilégiés où les Hambourgeois échangent leurs idées et forment leur opinion. Les loges maçonniques existent à Hambourg depuis 1770 et suivent le système suédois ; elles sont subordonnées à la grande loge de Berlin.
À Hambourg se forment des sociétés de lecture, des salles de lecture, des bibliothèques. La fondation la plus connue et qui sert de modèle à d’autres ville comme Oldenbourg, Brême, Eutin est la Klopstock-Büsch’sche Lesergesellschaft (société de lecture). Les femmes sont autorisées à y participer, ce qui est atypique. Lessing, après son échec de la création d’un théâtre national allemand, essaye de fonder une librairie savante à Hambourg. Il prend une part active dans les idées du temps, notamment dans le domaine théâtral avec la Dramaturgie de Hambourg en 1767 qui est, à proprement parler, le journal du théâtre, dont Lessing était directeur.

## Le commerce

### L’expansion économique et le commerce auXVIesiècle
Au début du XVIe siècle, grâce à sa situation géographique favorable, Hambourg est un marché entre la Baltique et les ports de France et d’Angleterre. Pourtant, la concurrence se fait de plus en plus sentir face aux Hollandais, de plus en plus puissants, et, face à Lübeck, grand concurrent de la Hanse. L’hinterland hambourgeois est constitué du Holstein, du Brandebourg, du Mecklembourg, de Magdebourg, de Brême. De là, elle exporte des céréales et d’autres produits agricoles, du bois, du goudron, de la cendre, des draps, des objets métalliques. La plus grande exportation de « la brasserie de la Hanse » est la bière, importée jusqu’en France, en Angleterre, en Islande, mais surtout aux Pays-Bas. L’exemple de la brasserie Holsten, fondée en 1518. Hambourg est la première ville allemande à ouvrir une bourse ; elle le fait dès 1558 alors qu’elle a 20 000 habitants.
En 1600, Hambourg possède une grande puissance maritime avec une flotte évaluée à 7 000 last, ce qui représente, à titre de comparaison, le tiers de la flotte anglaise au même moment. Cette flotte s’accroît avec la venue d’armateurs hollandais. Ce sont en effet les étrangers qui fondent la prospérité de Hambourg. Ils sont autorisés à commercer librement entre eux et à s’associer avec les marchands hambourgeois. Pour favoriser la construction navale, la ville permet à des ouvriers étrangers de travailler sur des chantiers, malgré l’hostilité des charpentiers locaux.
Dans la seconde moitié du XVIe siècle, Hambourg est intéressé par le commerce avec l’Angleterre. Néanmoins, les relations avec ce pays sont tendues en raison des conflits religieux. Hambourg négocie pourtant et signe un traité en 1567 valable dix ans précisant les conditions et privilèges de commerce entre Hambourg et l’Angleterre. C’est là une véritable trahison de la part de Hambourg qui fait passer ses intérêts propres avant ceux de la communauté hanséatique. La Hanse montre sa faiblesse en n’osant pas sévir contre Hambourg qui en a tiré grand profit. Elle réussit uniquement à faire résilier le traité.

### UnXVIIesiècleagité, mais prospère
Malgré les attaques fréquentes du Danemark et du Holstein, le commerce hambourgeois augmente considérablement au XVIe siècle. L’essor est lié aux livraisons nombreuses qu’avait fait Hambourg à la France, à l’Angleterre, aux Pays-Bas à la fin du XVIe siècle pour les approvisionner en métaux, armes tissus, matériaux de construction de bateaux et en armes. À l’inverse, d’Espagne et du Portugal venaient des produits coloniaux comme le sucre brut et les épices. Des comptoirs fleurissent malgré les attaques anglaises à Lisbonne et St Lucar. L’apogée du commerce fait de Hambourg au début du XVIIe siècle une ville aisée et qui attire les commerçants de tout l’Empire.
Le domaine de la navigation hambourgeoise s’élargit durant le XVIe siècle – la morue de Terre-Neuve et d’Islande – et au XVIIe siècle – jusqu’à Arkhangelsk en Russie. C’est surtout en Méditerranée que les vaisseaux hambourgeois pénètrent de plus en plus. Cette expansion est due à la disette dont souffre l’Italie à la fin du XVIe siècle : la papauté elle-même envoie des émissaires acheter du blé à Hambourg. Néanmoins, la pénétration hambourgeoise en Méditerranée diminue rapidement, car les Hollandais reprennent leur place rapidement.

### Apogée du commerce, déclin de certaines branches de l’économie auXVIIIesiècle
Hambourg est à cette époque un marché intermédiaire de l’Europe du Nord et il est de loin le plus grand port de l’Empire. Pourtant, la branche la plus prospère de Hambourg a décliné : la production de bière. Mais les fabriques de tabac, les imprimeries et les boulangeries ont désormais une réputation qui dépasse le cadre de la région. Le commerce devient de plus en plus un élément dominant de la ville qui devient ainsi plus sensible aux fluctuations économique. Dès qu’il y a reflux, apparaissent chômage, misère et détresse.
Fait marquant, Hambourg est le grand centre d’importation des draps anglais sur le continent, ainsi qu’une place de distribution du sel portugais. La ville a su devenir, à côté de Dantzig et d’Amsterdam, un des grands marchés de blé de l’Europe septentrionale où l’on vient s’approvisionner de partout.